# Ophiomyia major
Ophiomyia major är en tvåvingeart som först beskrevs av Gabriel Strobl 1898.  Ophiomyia major ingår i släktet Ophiomyia och familjen minerarflugor. Inga underarter finns listade i Catalogue of Life.